# Kloster Échourgnac

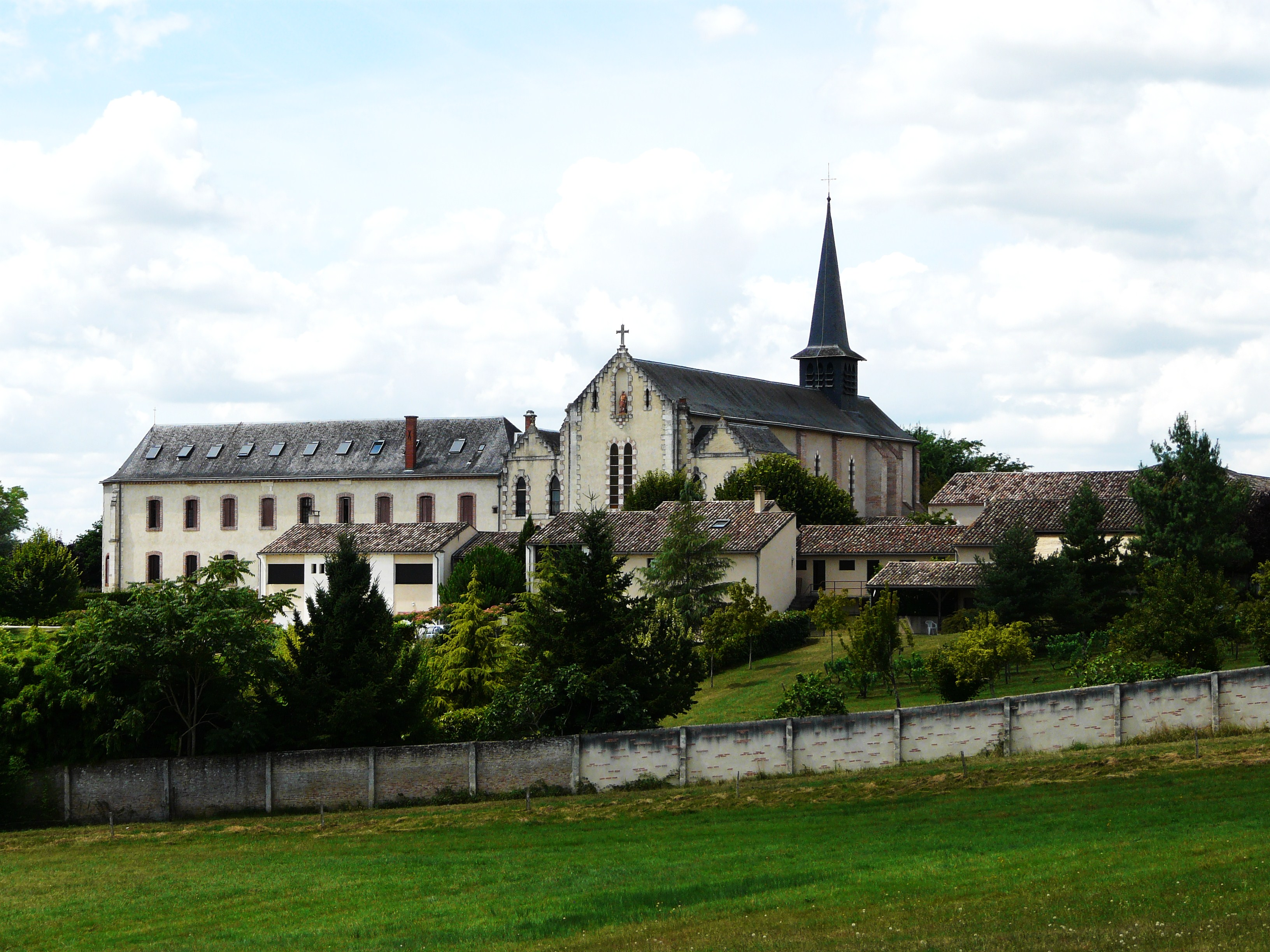
Trappistinnenabtei Échourgnac

Kloster Échourgnac (Abbaye Notre-Dame de Bonne-Espérance; lat. Abbatia Beatae Mariae de Bona Spe) ist eine Trappistinnen-Abtei in Échourgnac in der Dordogne in der Region Nouvelle-Aquitaine in Frankreich.

## Geschichte

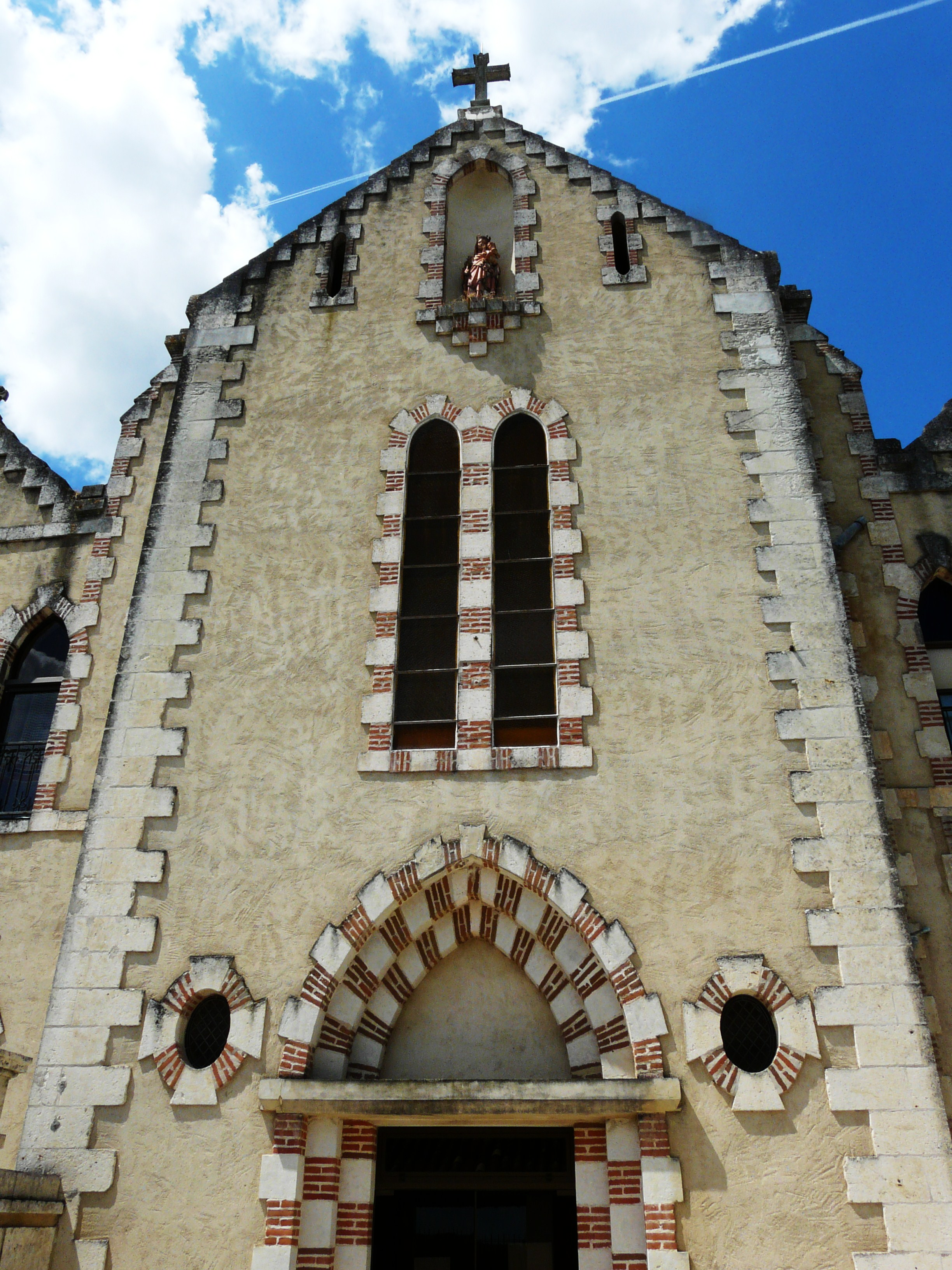
Portal der Abteikirche

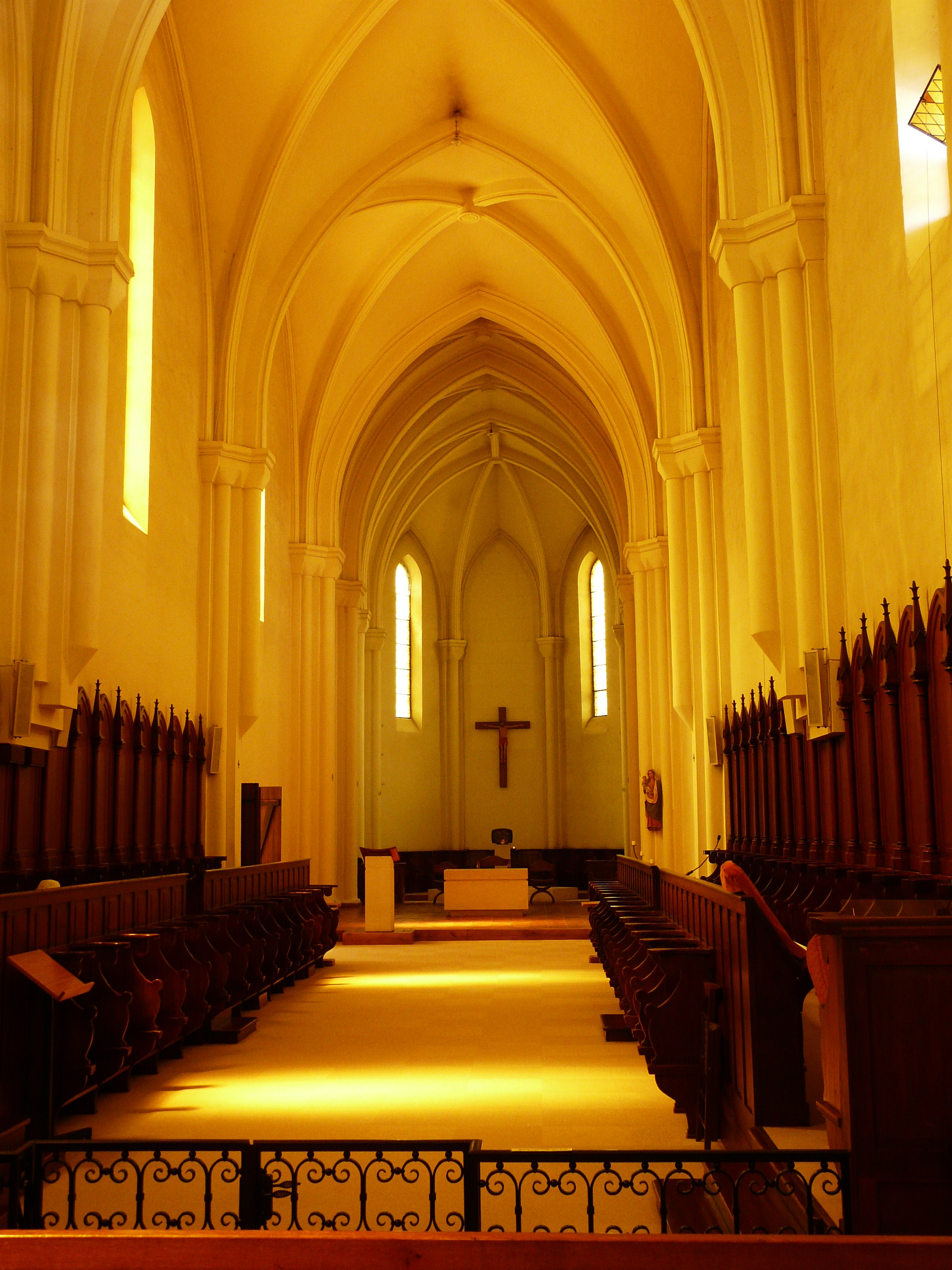
Chor der Abteikirche

Die auch Abtei unserer Frau der guten Hoffnung genannte Anlage wurde 1868 durch Zisterziensermönche aus dem Kloster Port-du-Salut auf dem Landgut Biscaye gegründet. Die Kirche wurde im neugotischen Stil erbaut. Das Landgut war von versumpften Flächen umgeben. Neben den religiösen Aufgaben war es daher auch Ziel, Sümpfe trockenzulegen und die grassierende Malaria zurückzudrängen. Das Gut umfasste Getreideanbau, Weinberge, Wiesen, Obstgärten, Schweinezucht und eine Käserei. 1876 wurde das Priorat in den Rang einer Abtei erhoben. Im Jahr 1910 verließen die Mönche Échourgnac in Folge der gesetzlich erzwungenen Auflösung aller Ordensgemeinschaften in Frankreich im Rahmen der Trennung von Kirche und Staat.
1923 wurde das Kloster durch eine Gemeinschaft von Trappistinnen übernommen, die sich 1852 in den Pyrenäen (Kloster Espira-de-l’Agly) begründet hatten und die von 1905 bis 1923 ins Exil in das spanische Kloster Herrera geflüchtet waren.
Die Schwestern bestreiten ihren Lebensunterhalt u. a. auch durch die Herstellung des unter dem Namen Trappe Échourgnac bekannten Kuhmilchkäses.